# Saffire – The Uppity Blues Women
Saffire – The Uppity Blues Women was een uit Virginia afkomstige Amerikaanse akoestische bluesband.

## Bezetting
Laatste bezetting
- Gaye Adegbalola[3] (zang, gitaar, mondharmonica)
- Ann Rabson[4] (piano, zang, gitaar, kazoo)
- Andra Faye[5] (basgitaar, mandoline, viool, gitaar)

## Geschiedenis
De band werd geformeerd in 1987 door Ann Rabson, Gaye Adegbalola en Earlene Lewis, die de band in 1992 verliet en werd vervangen door Andra Faye. Het was de eerste akoestische band, die werd gecontracteerd door Alligator Records, waaraan ze trouw bleven tot aan hun ontbinding in 2009.
Saffire's muziek wordt gekenmerkt door een mengeling van serieuze bluesnummers en novelty songs, die werden geschreven voor amusement. Maar ook muziek van artiesten, die ze hadden beïnvloed, behoorden tot hun repertoire, in het bijzonder Big Mama Thornton, Ida Cox en Koko Taylor. In hun teksten vertegenwoordigen ze ook vaak commentaren van de vrouwenbeweging. Zo thematiseert de song 1-800-799-7233 huiselijk geweld aan vrouwen. De titel heeft betrekking op het telefoonnummer van de National Domestic Violence Hot Line. Saffire trad op met bluesgrootheden op als B. B. King, Ray Charles, Willie Dixon en Koko Taylor.

## Onderscheidingen
- 1990: Middle Aged Blues Boogie (Gaye Adegbalola) – Beste Originele song W.C. Handy Award
- 2010: Havin' the Last Word Nominierung Acoustic Album of the Year, Ann Rabson Traditional Blues Female Artist of the Year Blues Music Award

## Discografie

### Saffire – The Uppity Blueswomen
- 1987: Middle Age Blues (zelf geproduceerde cassette)
- 1990: Uppity Blues Women
- 1991: Hot Flash
- 1992: Broad Casting
- 1994: Old, New, Borrowed & Blue
- 1996: Cleaning House
- 1998: Live & Uppity
- 2001: Ain't Gonna Hush
- 2006: Deluxe Edition
- 2009: Havin' the Last Word

### Gaye Adegbalola
- 1997: Learn to Sing the Blues
- 1999: Bittersweet Blues
- 2004: Neo-Classic Blues
- 2006: Blues Gone Black (Gaye & en haar zoon Juno)
- 2008: Gaye Without Shame

### Ann Rabson
- 1997: Music Makin' Mama
- 2005: In a Family Way
- 2005: Struttin' My Stuff

### Andra Faye
- 2005: Andra Faye and the Mighty Good Men Walkin' Home to You